# デラでら!早見英語塾
『デラでら!早見英語塾』（デラでら はやみえいごじゅく）は、一部日本テレビ系列局で放送されていた中京テレビ製作のクイズ番組・教養番組である。製作局の中京テレビでは1996年4月7日から1997年12月24日（23日深夜）まで放送。

## 概要
早見優が司会を務めていた英会話学習番組で、中京テレビが製作してきた早見優冠番組シリーズの最終作に当たる。番組タイトルの「デラでら」は、英語で「豪華な」を意味する「デラックス」 (deluxe) と、名古屋弁で「とても」を意味する「でら」を組み合わせたものである。
この番組は毎回1、2組のタレントをゲストに迎え、彼らに簡単な英会話を基にしたクイズを出題して学んでもらうという主旨で行われていた。英会話学習番組と言っても早見とゲストとの丁丁発止トークや脱線トークも多く、非常にフランクな雰囲気で進行していた。番組のラストでは、早見の裁定によるゲストの級分けが行われていた。
神奈川県横浜市にある放送ライブラリーには、番組初回の記録映像が保存されている。
早朝に放送された早見優の英会話番組早見優のアメリカンキッズ(末期は「HAYAMI ENGLISH NETWORK-HEN-」にリニューアル）が、日テレ系列早朝番組枠の刷新に伴い、（打ち切りの上に）縮小移転する形でスタートしている。

## 出演者
- 早見優
- ゲスト解答者（例：上原さくら、ぜんじろう、バカルディ）

## テーマ曲

### オープニングテーマ
- 光と影（三田あいり） - シングル「Ginger Pop Tour」に収録。

### エンディングテーマ
- ハッピー・ガール（ベス・ニールセン・チャップマン）
- Feel So High （佐藤寛之）

## 放送局
前番組『ワザあり!にっぽん』までは10:30放送開始だったが、日曜朝のワイド番組『ザ・サンデー』の放送枠が拡大したことにより、この番組からは10:55放送開始となった。また、前番組までは全国同時ネットだったが、この番組からは日本テレビなど遅れネットへとシフトする局も出た。
| 放送対象地域 | 放送局     | 系列           | 放送日時 | 備考              |
| ------------ | ---------- | -------------- | --- | ----------------- |
| 中京広域圏   | 中京テレビ | 日本テレビ系列 | 日曜 10:55 - 11:25 （1996年4月7日 - 1997年9月28日） 水曜 01:25 - 01:55 （火曜深夜、1997年10月1日 - 1997年12月24日）           | 製作局            |
| 関東広域圏   | 日本テレビ | 日本テレビ系列 | 木曜 01:55 - 02:25 （水曜深夜、1996年4月11日 - 1996年6月27日） 木曜 02:00 - 02:30 （水曜深夜、1996年7月4日 - 1997年12月25日） | 3日遅れ → 1日遅れ |

## 関連書籍
- デラでら！早見英語塾 クールにキマる英会話!! （1997年3月10日、早見優・中京テレビ編、ワニブックス、ISBN 4-8470-3225-X）